# برتلماي بوغندا
كان بَرْتَلْماي بوغندا (بالفرنسية: Barthélemy Boganda) (4 أبريل 1910 – 29 مارس 1959) سياسيًا قوميًا رائدًا من ما يُعرف الآن بجمهورية أفريقيا الوسطى. كان بوغندا نشطًا قبل استقلال بلاده، خلال الفترة التي كانت فيها المنطقة، جزء من أفريقيا الاستوائية الفرنسية، وتُدار من قبل فرنسا تحت اسم أوبانغي شاري. وقد شغل منصب أول رئيس وزراء لمنطقة الحكم الذاتي لجمهورية أفريقيا الوسطى.
وُلد بوغندا في عائلة من مزارعي الكفاف، وتبناه وعلمه مبعوثي الكنيسة الرومانية الكاثوليكية. في عام 1938، كان أول كاهن روماني كاثوليكي من أوبانغي شاري. خلال الحرب العالمية الثانية، خدم بوغندا في عدد من البعثات وبعد ذلك أقنعه أسقف بانغي بدخول السياسة. وفي عام 1946، أصبح أول شخص من أوبغاني يُنتخب لعضوية الجمعية الوطنية الفرنسية، حيث بقي على منبره السياسي ليحارب العنصرية والنظام الاستعماري. ثم عاد إلى أوبانغي شاري ليشكل حركة شعبية معارضة للاستعمار الفرنسي. أدت حركة 1949 إلى تأسيس حركة التطور الاجتماعي لأفريقيا السوداء، والتي أصبحت شائعة بين القرويين والطبقة العاملة. تضررت سمعة بوغندا بشكل طفيف عندما فُصل عن الكهنوت بعد زواجه من ميشيل جوردان، أمينة برلمانية. ومع ذلك، استمر في الدعوة إلى المساواة في المعاملة والحقوق المدنية للسود في الإقليم حتى خمسينيات القرن العشرين.
في عام 1958، بعد أن بدأت الجمهورية الفرنسية الرابعة في النظر في منح الاستقلال لمعظم مستعمراتها الأفريقية، التقى بوغندا برئيس وزراءها شارل ديغول لمناقشة شروط استقلال أوبانغي شاري. قَبِل ديغول شروط بوغندا، وفي 1 ديسمبر، أعلن بوغندا إنشاء جمهورية أفريقيا الوسطى. أصبح أول رئيس وزراء لمنطقة الحكم الذاتي وكان ينوي العمل كأول رئيس لجمهورية أفريقيا الوسطى المستقلة. قُتل في حادث تحطم طائرة غامض في 29 مارس 1959، بينما كان في طريقه إلى بانغي. عثر الخبراء على أثر للمتفجرات في حطام الطائرة، لكن لم يُكشف عن هذه التفاصيل. رغم عدم معرفة من كان المسؤول عن الحادث، إلا أن الناس يشتبهون في المخابرات الفرنسية، ويُعتقد أن  زوجة بوغندا متورطة كذلك. بعد أكثر من عام بقليل، تحقق حلم بوغندا عندما حصلت جمهورية أفريقيا الوسطى على استقلال رسمي عن فرنسا.

## سيرته الذاتية

### النشأة
ولد بوغندا لعائلة من مزارعي الكفاف في بوبانغي، وهي قرية كبيرة في مباكا في حوض لوباي تقع على حافة الغابة الاستوائية على بعد نحو 80 كيلومترًا (50 ميلًا) جنوب غرب بانغي. وكان الاستغلال التجاري الفرنسي لوسط أفريقيا قد بلغ ذروته في وقت ما بعد ولادة بوغندا، وعلى الرغم من توقفه بسبب الحرب العالمية الأولى، إلا أن هذا النشاط استؤنف في عشرينيات القرن العشرين. استخدمت الاتحادات الفرنسية ما كان في الأساس شكلًا من أشكال العبودية وكان أحد أشهرها شركة غابات سانغا أوبانغي، المشاركة في جمع المطاط في مقاطعة لوباي.
في أواخر عشرينيات القرن الماضي، تعرضت والدة بوغندا للضرب حتى الموت على أيدي مسؤولي الشركة أثناء جمع المطاط في الغابة. تعرض عمه، الذي توّج ابنه جان بيدل بوكاسا نفسه لاحقًا بصفته إمبراطورًا لإمبراطورية أفريقيا الوسطى، للضرب حتى الموت في مركز الشرطة الاستعماري نتيجة لمقاومته المزعومة للعمل. كان والد بوغندا طبيبًا ساحرًا شارك في طقوس أكل لحوم البشر.
خلال سنواته الأولى، تُبنى بوغندا من قبل المبشرين الكاثوليك. عندما كان صبيًا التحق بالمدرسة التي افتتحت في امبايكي (المركز الإداري لعمالة لوباي) من قبل الملازم ماير. من ديسمبر 1921 إلى ديسمبر 1922، أمضى ساعتين يوميًا مع المونسينيور جان رينيه كالوش لتعلم القراءة، بينما كان يقضي بقية وقته في أداء العمل اليدوي. وفي 24 ديسمبر، استُقبل في الكنيسة تحت اسم بَرْتَلْماي، تكريمًا لأحد الرسل الاثني عشر ليسوع المسيح الذي يعتقد أنه عمل كمبشر مسيحي في أفريقيا. أرسل الأب غابرييل هيراو بوغندا إلى مدرسة بيتو الكاثوليكية ثم إلى مدرسة بعثة القديس بولس في بانغي، حيث أكمل دراسته الابتدائية تحت قيادة القس كالوش، الذي اعتبره والده الروحي. ساعده المبشرون هناك، بتشجيع من وعده الفكري وسلوكه التقي، على مواصلة الدراسات الثانوية في المعاهد اللاهوتية الصغيرة في برازافيل وكيسانتو (تحت قيادة يسوعيين بلجيكيين) قبل أن ينتقل إلى المدرسة اللاهوتية الكبرى في ياوندي. في 17 مارس 1938، تحقق حلمه الذي عمل على تحقيقه منذ سن الثانية عشرة، وأصبح أول كاهن محلي للروم الكاثوليك لأوبانغي شاري، كما كانت تُسمى المستعمرة آنذاك. خدم في بانغي وغريماري وبانغاسو، وفي عام 1939، رفض أسقفه طلبه للانضمام إلى الجيش الفرنسي، فكان هناك حاجة إليه في وطنه حيث استُدعي عدد من الفرنسيين المشاركين في الكنيسة إلى المدينة للقتال في الحرب العالمية الثانية، التي خدم خلالها في عدد من البعثات.